# اس‌ئی‌بی
اس‌ئی‌بی (به سوئدی: SEB) یا بانک خصوصی اسکاندیناوی (به سوئدی: Skandinaviska Enskilda Banken) شرکت خدمات مالی سوئدی است، که ارائه‌دهنده طیف وسیعی از خدمات بانکی، به شرکت‌ها، نهادها و افراد خصوصی می‌باشد. شعبه مرکزی آن در شهر استکهلم، سوئد قرار گرفته‌است.
فعالیت‌های گروه اس‌ای‌بی اغلب بر روی خدمات بانکداری متمرکز بوده، ولی شاخه‌ای از آن نیز در زمینه ارائه خدمات بیمه فعالیت می‌کند.
این بانک، در سال ۱۹۷۲ توسط خانواده والنبرگ تأسیس شد، که یکی از قدرتمندترین خانواده‌های سوئدی می‌باشند و کماکان بخش اعظم سهام شرکت اس ای بی را در اختیار دارند و از طریق شرکت سرمایه‌گذاری اینوستور آب بر این بانک مدیریت می‌نمایند.